# Lago Benmore
El lago Benmore es el lago artificial más grande de Nueva Zelanda. Localizado en la Isla Sur del país, es parte del río Waitaki. Fue creado en la década de 1960 por la construcción de la presa Benmore.

## Características
El lago abarca un área de aproximadamente 75 km² y una profundidad máxima de 90 metros. El lago consta de dos brazos: el brazo Haldon, alimentado principalmente por los ríos Tekapo, Pukaki y Twizel, y el canal Ohau; y el brazo Ahuriri, alimentado principalmente por el río Ahuriri. El lago abajo es el lago Aviemore.
En 2020, Land Air Water Aotearoa describió la calidad del agua como "buena" y la calidad de condiciones ecológicas como "altas".
El lago se divide entre los distritos Mackenzie, Waimate, y Waitaki, al sur de la región de Canterbury.

## Construcción
El lago es el embalse de la presa Benmore, la presa de materiales sueltos más grande de Nueva Zelanda, la cual fue creada como parte del esquema de energía hidroeléctrica de Waitaki. La construcción de la presa fue aprobada en 1957 y el lago fue llenado en diciembre de 1964.
Después de la creación del lago estuvo creado la incidencia  de choques sísmicos aumentó en un factor de tres a seis veces.

## Usos

Panorámica del Lago Benmore.

Además de ser un embalse para la presa Benmore, el lago es un sitio de pesca; en 2009 fue el segundo lago con mayor actividad pesquera en el país, mayoritariamente peces como la trucha marrón, trucha arcoíris, salmón real y salmón rojo. Los peces en el lago incluyen salmones que han huido de granjas en canales hidroeléctricos cercanos. El lago también es utilizado para nadar y acampar, también se realizan paseos por la zona.